# Тартак (Остроленцький повіт)
Тартак (пол. Tartak) — село в Польщі, у гміні Лисе Остроленцького повіту Мазовецького воєводства.
Населення — 203 особи (2011).
У 1975-1998 роках село належало до Остроленцького воєводства.

## Демографія
Демографічна структура станом на 31 березня 2011 року:
|          | Загалом | Допрацездатний вік | Працездатний вік | Постпрацездатний вік |
| -------- | ------- | ------------------ | ---------------- | -------------------- |
| Чоловіки | 105     | 27                 | 67               | 11                   |
| Жінки    | 98      | 21                 | 59               | 18                   |
| Разом    | 203     | 48                 | 126              | 29                   |